# Mezoregion Centro-Sul Mato-Grossense

Mezoregion Centro-Sul Mato-Grossense

Mezoregion Centro-Sul Mato-Grossense – mezoregion w brazylijskim stanie Mato Grosso, skupia 17 gmin zgrupowanych w czterech mikroregionach. 

## Mikroregiony
- Alto Pantanal
- Alto Paraguai
- Cuiabá
- Rosário Oeste